# L'alba del pianeta delle scimmie
L'alba del pianeta delle scimmie (Rise of the Planet of the Apes) è un film del 2011 diretto da Rupert Wyatt.
Si tratta del settimo film del franchise de Il pianeta delle scimmie, iniziato nel 1968 e tratto dall'omonimo romanzo di fantascienza del 1963 di Pierre Boulle, nonché primo capitolo della serie reboot. La pellicola vede tra i protagonisti James Franco, Freida Pinto, John Lithgow, Brian Cox, Tom Felton, David Oyelowo e Andy Serkis.
Il film si è rivelato un grande successo sia da un punto di vista di critica che commerciale, ed è stato candidato al premio Oscar per i migliori effetti speciali.
La serie è proseguita con i sequel Apes Revolution - Il pianeta delle scimmie (2014), The War - Il pianeta delle scimmie (2017) e Il regno del pianeta delle scimmie (2024).

## Trama
Giungla del Congo. Tre scimpanzé vengono catturati dai bracconieri e trasferiti a San Francisco. Il dottor Will Rodman, un chimico farmaceutico che lavora alla Gen-Sys, compagnia galenica, sta sperimentando un medicinale genico per curare la malattia di Alzheimer: testa, pertanto, su dodici scimpanzé il primo campione dell'ALZ-112, un virus umano in grado di potenziare i recettori neuronali delle scimmie. Una di queste scimmie prese in Congo, chiamata "Occhi Luminosi", mostra lo sviluppo di un'intelligenza superiore alla media, ma risponde con aggressività ai tentativi dei medici di sottoporla a nuovi esperimenti: un giorno, infatti, "Occhi Luminosi" scappa dalla sua cella e interrompe bruscamente un'importante seduta del consiglio d'amministrazione, venendo uccisa dalle guardie su ordine tempestivo del dottor Steven Jacobs, l'uomo d'affari cinico e senza scrupoli a capo dell'azienda farmaceutica.
Steven Jacobs dichiara fallito il progetto dell'ALZ-112 e ordina al capo settore Robert Franklin la soppressione di tutti gli esemplari di scimpanzé presenti in laboratorio; Will e Franklin obbediscono a malincuore ma, con sorpresa, trovano uno scimpanzé neonato nella cella appartenuta a Occhi Luminosi e comprendono, così, che l'aggressività dimostrata da quest'ultima era dovuta semplicemente al suo istinto materno. Al giusto rifiuto da parte di Franklin di sopprimere anche il cucciolo di scimpanzé, Will decide di risparmiarlo e accoglierlo in casa propria. Nel frattempo, somministra a suo padre Charles, affetto da Alzheimer, l'ALZ-112, nella speranza di guarirlo definitivamente.
Il tempo passa e lo scimpanzé neonato, soprannominato Cesare, cresce e dimostra delle straordinarie capacità cognitive, imparando in fretta la lingua dei segni e raddoppiando il proprio quoziente intellettivo anno dopo anno. Contemporaneamente, lo stato di salute di Charles, nonostante i miglioramenti iniziali, si aggrava in modo repentino (per via del suo sistema immunitario che ha iniziato a respingere l'ALZ-112), causando un incidente con l'aviatore Hunsiker, prepotente vicino di casa. L'adulto Cesare, che in quell'occasione aveva cercato di proteggerlo, ferendo però il vicino, viene trasferito per sicurezza nel Centro per primati di San Bruno, dove subisce, insieme agli altri primati tenuti prigionieri, i maltrattamenti dei fratelli Rodney e Dodge Landon, figli del proprietario del Centro, che lo torturano con l'elettricità.
Nonostante i maltrattamenti subiti, Cesare fa amicizia con Maurice, un orango appartenuto a una compagnia circense che conosce la lingua dei segni e, una notte, esce dalla sua cella usando un coltellino che, con grande astuzia, aveva sfilato a Rodney. Inoltre libera Buck, un enorme gorilla rinchiuso in una gabbia d'isolamento che gli si allea riconoscente e lo aiuta a sottomettere Rocket (lo scontroso maschio alfa delle scimmie rinchiuse) permettendogli, così, di assumere il comando e iniziare a pianificare la fuga in massa dal Centro.
Intanto, Will crea un farmaco ancora più potente, l'ALZ-113, e ottenuto il consenso di Jacobs alle nuove sperimentazioni, somministra il virus a Koba, un bonobo sfregiato che in pochissimo tempo sviluppa un'intelligenza pari a quella umana. Durante la somministrazione, Robert Franklin inala incidentalmente l'ALZ-113 e, col passare dei giorni, comincia a sentirsi sempre più male, starnutendo sangue e morendo poco dopo aver tossito involontariamente addosso a Hunsiker, che ha incontrato mentre stava cercando Will (dimostrando quindi che l'ALZ-113 fa aumentare l'intelligenza alle scimmie, ma è mortale per gli esseri umani).
Will, resosi conto della pericolosità del virus, tenta di far ragionare il perfido Jacobs, ma questi lo ignora perché accecato dalla volontà di arricchirsi con la nuova scoperta. Will, furioso per l'egoismo di Jacobs, si dimette dalla Gen-Sys e, in seguito alla morte del padre, si reca al Centro per primati determinato a riprendersi, amichevolmente, Cesare; lo scimpanzé, però, si rifiuta di seguirlo, ora che prova rancore verso il genere umano e ora che ha in mente di guidare le altre scimmie del centro in una fuga di massa. Quella sera stessa, Cesare esce dal Centro e si intrufola nella casa di Will, dove ruba alcuni campioni di ALZ-113 che fa inalare, una volta rientrato, alle altre scimmie rendendole intelligenti quanto lui.
Trascorso un giorno, dopo aver preterintenzionalmente ucciso Dodge folgorandolo, Cesare evade insieme a tutti gli altri primati e attraversa San Francisco, liberando tutti i loro simili della Gen-Sys e dello zoo, seminando panico e distruzione per le vie della città. Le forze dell'ordine, informate da Jacobs, decidono di creare un posto di blocco sul Golden Gate Bridge, ma la forza e la furbizia delle scimmie hanno la meglio: gli animali usano un autobus come scudo e, grazie alla loro nuova intelligenza, tengono testa agli umani.
Jacobs però non si arrende e, al comando di un elicottero, mitraglia spietatamente molte scimmie, tentando di uccidere anche Cesare, ma il coraggioso gorilla Buck sacrifica la propria vita per difenderlo, saltando sull'elicottero e facendolo precipitare sul margine del ponte. Jacobs implora Cesare di aiutarlo, ma quest'ultimo gli volta le spalle e lascia che il bonobo Koba spinga giù nel fiume i resti dell'elicottero (con dentro Jacobs). L'esercito di scimmie riesce alfine ad attraversare il ponte e ad arrivare nell'immensa foresta di sequoie del parco naturale della Contea di Marin, dove si stabiliscono. Will raggiunge Cesare e gli chiede per l'ennesima volta di far ritorno a casa, dove potrà avere affetto e protezione; Cesare guarda il suo branco, poi si avvicina a Will e serenamente gli sussurra in un orecchio: «Cesare è a casa», per poi allontanarsi con le altre scimmie.
Il giorno seguente, Hunsiker, che era stato infetto da Franklin, va al lavoro come pilota all'aeroporto di San Francisco e sta per volare a Parigi, quando gli inizia a gocciolare sangue dal naso. Durante i titoli di coda, un grafico traccia il volo di Hunsiker e l'espandersi su scala globale dei danni collaterali dovuti all'ALZ-113, tramite le rotte di volo internazionali.

## Personaggi

### Scimmie
- Cesare, interpretato da Andy Serkis, è il leader delle scimmie, che guida la rivolta che darà vita al pianeta delle scimmie.[1]
- Maurice, interpretato da Karin Konoval, è un saggio e benevolo orangotango del Borneo che si ritirò da un circo e che conosce il linguaggio dei segni; diventa il più stretto alleato di Cesare. Il suo nome è un riferimento a Maurice Evans, che interpreta il Dr. Zaius nei primi due film della serie originale.[2]
- Rocket, interpretato da Terry Notary, è lo scimpanzé dominante nel santuario delle scimmie, fino a quando Cesare prende il suo posto.
- Buck, interpretato da Richard Ridings, è un gorilla di pianura occidentale che promette fedeltà a Cesare dopo essere stato liberato da lui.
- Cornelia, interpretata da Devyn Dalton, è una scimpanzé femmina nel santuario delle scimmie.
- Alpha, interpretato da Jay Caputo, è lo scimpanzé maschio dominante della truppa di Occhi Luminosi nonché padre di Cesare.
- Koba, interpretato da Christopher Gordon, è un bonobo sfregiato e aggressivo che ha trascorso gran parte della sua vita in laboratorio e nutre rancore nei confronti degli umani.

### Umani
- Will Rodman, interpretato da James Franco, è un ricercatore che studia una cura per l'Alzheimer, i cui risultati vengono testati su delle scimmie.[3]
- Caroline Aranha, interpretata da Freida Pinto, è una primatologa che inizia una relazione con Will e si affeziona a Cesare.
- Charles Rodman, interpretato da John Lithgow, è il padre di Will, un ex insegnante di musica affetto da Alzheimer, da cui migliora dopo che Will gli somministra l'ALZ-112. Diventa una sorta di nonno per Cesare.
- John Landon, interpretato da Brian Cox, è il manager dell'istituto dove Cesare rimane confinato. È l'antagonista secondario del film.
- Dodge Landon, interpretato da Tom Felton, è il figlio di John e custode al rifugio delle scimmie, delle quali abusa per divertimento. Il suo nome e cognome sono riferimenti a due degli astronauti nell'originale Il pianeta delle scimmie.
- Steven Jacobs, interpretato da David Oyelowo è l'arrogante capo di Will, nonché antagonista principale del film.
- Robert Franklin, interpretato da Tyler Labine, è un gestore di scimpanzé della Gen-Sys e uno degli amici di Will.
- Rodney, interpretato da Jamie Harris, è un gentile guardiano notturno nel rifugio di animali, regolarmente deriso da Dodge.
- Hunsiker, interpretato da David Hewlett, è il vicino di casa di Will. Disprezza i suoi vicini senza motivo e contrae l'influenza che contribuirà a distruggere l'umanità.
- Irena, interpretata da Chelah Horsdal, è un'infermiera che si prende cura di Charles.

## Produzione

### Sviluppo
Il film si distacca dalla trama classica della serie, narrando le origini che portarono alla nascita del pianeta delle scimmie. Il regista affermò infatti che:
(Rupert Wyatt)
In un'intervista del 2009, Wyatt ha dichiarato: «Abbiamo incorporato elementi di 1999: conquista della Terra, per capire come le scimmie iniziano a ribellarsi, ma questo è principalmente un prequel del film del 1968 [...] Cesare è una figura rivoluzionaria della quale i suoi compagni scimmie parleranno per secoli. [...] Questo è solo il primo passo nell'evoluzione delle scimmie, e ci sono molte altre storie da raccontare dopo questo. Immagino che il prossimo film si baserà tutto sulla guerra tra scimmie e umani.» Mark Bomback ha realizzato una riscrittura non accreditata della sceneggiatura.

### Cast
Il 22 maggio 2010 James Franco venne contattato per la parte di Will Rodman; Franco venne scelto dopo il rifiuto di Tobey Maguire. Freida Pinto e John Lithgow entrano nel cast il 22 giugno 2010. Il 30 giugno 2010 viene scelto Andy Serkis per interpretare Cesare, la scimmia protagonista del film. Tom Felton entra nel cast nel giugno 2010, mentre Brian Cox è stato scritturato il 12 luglio 2010. David Hewlett conferma la propria presenza nell'aprile 2011 tramite il proprio account Twitter, senza però specificare in che ruolo.

### Riprese
Le riprese sono iniziate nel luglio 2010 a Vancouver, in Canada, per proseguire a San Francisco, in California, e sull'isola hawaiiana di Oahu.

### Effetti speciali
A differenza degli altri film della serie, le scimmie del film non sono state realizzate utilizzando dei costumi, ma sono state ricreate utilizzando la computer grafica CGI sviluppata dalla compagnia di effetti speciali digitali neozelandese Weta Digital.

## Promozione
(Tagline del film)

## Distribuzione
Originariamente previsto per giugno, il film è uscito invece nelle sale degli Stati Uniti il 5 agosto 2011, e in Italia il 23 settembre dello stesso anno. Il primo trailer completo è stato pubblicato su Yahoo! Movies il 2 giugno 2011.

## Accoglienza

### Incassi
Il film è stato un successo al box office: a fronte di un budget di 93 milioni di dollari, ha incassato complessivamente 481800873 $.

### Critica
Il film è stato accolto positivamente dalla critica. Sull'aggregatore Rotten Tomatoes ottiene l'82% delle recensioni professionali positive, mentre su Metacritic ha ottenuto un punteggio di 68 su 100 basato su 39 recensioni.
Ha ottenuto anche una candidatura agli Oscar 2012 nella categoria migliori effetti speciali.
La performance di Andy Serkis nei panni della scimmia Cesare è stata ampiamente acclamata, guadagnandogli numerose candidature da parte di associazioni non consoni nel riconoscimento del motion capture come recitazione tradizionale.

## Riconoscimenti
- 2012 - Premio Oscar
  - Candidatura per i migliori effetti speciali a Joe Letteri, Dan Lemmon, Daniel Barret e R. Christopher White
- 2012 - Premio BAFTA
  - Candidatura per i migliori effetti speciali a Joe Letteri, Dan Lemmon, Daniel Barret e R. Christopher White
- 2012 - Empire Award
  - Candidatura per il miglior film
  - Candidatura per il miglior regista a Ruper Wyatt
  - Candidatura per il miglior attore a Andy Serkis
  - Candidatura per il miglior sci-fi/fantasy
- 2011 - Satellite Award
  - Candidatura per il miglior attore non protagonista a Andy Serkis
  - Candidatura per i migliori effetti visivi a Jeff Capotreno, Joe Letteri e R. Christopher White[19]

## Sequel
Il 31 maggio 2012 viene confermato ufficialmente il sequel, intitolato Apes Revolution - Il pianeta delle scimmie. L'11 luglio 2014 è stato distribuito nelle sale cinematografiche statunitensi. Alla regia del film non c'è più Rupert Wyatt, il quale avrebbe abbandonato il progetto a causa del fatto che la data di uscita del maggio 2014 non gli avrebbe concesso abbastanza tempo per girare correttamente il film, è stato sostituito da Matt Reeves. Jaffa e Silver sono tornati come produttori e sceneggiatori, con le riscritture di Scott Z. Burns e Mark Bomback. Nel cast ci sono Andy Serkis, Jason Clarke, Gary Oldman, Keri Russell e Kodi Smit-McPhee.

## Curiosità
- Cesare è anche il nome dello scimpanzé protagonista dei film 1999: conquista della Terra e Anno 2670 - Ultimo atto, rispettivamente del 1972 e del 1973.
- Nel film, il nome che viene dato alla madre di Cesare è "Bright Eyes" in italiano (Occhi Luminosi) per via delle macchie verdi comparse nelle sue iridi dopo l'esposizione al farmaco, lo stesso soprannome viene dato da Zira e Cornelius all'astronauta George Taylor nel film del 1968 per via dei suoi occhi azzurri, in quell'occasione nella versione italiana fu adattato in "Occhi Vivi".
- In una breve scena è possibile notare un servizio televisivo che parla di un'astronave di nome Icarus pronta per un decollo, Icarus era anche il nome dell'astronave di Taylor e del suo equipaggio, nel film del 1968. In una scena successiva del film è possibile notare a terra un copia del San Francisco Chronicle, dove è riportata la notizia che la nave Icarus si è persa nello spazio.
- In una scena del film si può notare Cesare, intento ad assemblare un modellino giocattolo della Statua della Libertà, in riferimento all'iconica scena finale del primo film del 1968.
- In una scena tagliata dal film, Will trovava alcuni puzzle nella soffitta di Cesare, uno in particolare raffigurava una spiaggia a ridosso di una scogliera con due figure in lontananza sopra un cavallo, un altro chiaro riferimento all'ultima scena del primo film del 1968.
- La frase di Dodge Landon, "Take your stinkin' paws off me, you damn dirty ape!" in italiano (Togli quella zampa puzzolente, lurida maledetta scimmia!) e la stessa frase pronunciata da George Taylor nel film del 1968.
  - Sempre il personaggio di Dodge nel film innaffia Cesare con un idrante, proprio come faceva Julius con Taylor nel film del 1968.

- La prima parola che Cesare pronuncia nel Centro per primati è "NO", la stessa parola fu pronunciata dalla prima scimmia che si ribellò agli umani nella leggenda raccontata da Cornelius nel film del 1971 Fuga dal pianeta delle scimmie.
- Il personaggio di John Landon prende il nome da John Landon, uno dei membri dell'equipaggio di George Taylor nell'originale Il pianeta delle scimmie.
  - Allo stesso modo il personaggio di Dodge Landon prende il nome da Thomas Dodge altro membro dell'equipaggio di George Taylor nel film originale.